# Мікела Мургія
Мікела Мурджа (італ. Michela Murgia) — італійська феміністська письменниця, драматургиня, радіоведуча, блогерка, колумністка, літературна критикиня, політична діячка. Лауреатка Premio Campiello та Міжнародної літературної премії Mondello.

## Раннє життя
Мікела Мурджа народилася в Кабрасі, Сардинія, 3 червня 1972 року. У 18 років її удочерила прийомна сім'я. Вона була так званою «дитиною-душею» — традиційне усиновлення Сардинії. На відміну від звичайного віку від 10 до 14 років, удочеріння Мурджі було відкладено через спротив її рідного батька.
Мурджа навчався в Інституті технічних досліджень імені Лоренцо Мосса в Орістано, потім приєдналась до Інституту релігієзнавства римо-католицької архідієцезії Орістано, аби вивчати теологію. 6 років вона викладала релігієзнавство в середній та гімназії в Орістано, проте не закінчила навчання. Вона також була активна в Католицькій Акції певний період і завжди вважала себе «віруючою».

## Кар'єра

### Літературна кар'єра
Перша робота Мікели Мурджа «Il mondo deve sapere» була опублікована у 2006 році. Це була сатира на кол-центр телемаркетингу, яка підкреслювала економічну експлуатацію та психологічне маніпулювання його працівниками.
У 2008 році Мурджа написала «Viaggio in Sardegna» — книгу про подорожі своєю рідною Сардинією.
Роман «Accabadora» отримав кілька нагород, у тому числі Міжнародну літературну премію Монделло та премію Молінелло за першу художню прозу.
У 2013 році Мурджа стала співавторкою книги "L'ho uccisa perché l'amavo. Falso!"разом з Лореданою Ліпперіні. Книга порушувала проблеми насильства проти жінок в Італії.
У 2016 році Мурджа опублікувала «Chirú» — роман про наставницькі стосунки між поколіннями.

### Журналістка
Мурджа писала огляди книжок для «L'Espresso».

### Політична кар'єра
На регіональних виборах у лютому 2014 року Мікела Мурджа була кандидаткою у складі коаліції «Possible Sardinia», яка мала на меті досягнення незалежності Сардинії шляхом голосування, подібно до референдумів у Каталонії та Шотландії 2014 року. Мурджа не отримала місця; вона посіла третє місце в опитуваннях, набравши 10 % голосів.

## Особисте життя та смерть
У липні 2023 року одружилася з Лоренцо Теренці; вони жили разом із чотирма «дітьми-душі».
Мікела Мурджа померла в Римі 10 серпня 2023 року після боротьби з карциномою нирки IV стадії, у віці 51 року.